# アブジャド

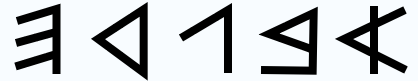
フェニキア文字の最初の5文字。右から左に読む

アブジャド（英: abjad、[ˈæbdʒæd]、阿: أبجد、または、英: abgad）、または子音文字や単子音文字（英: consonantary）とは、文字体系の分類の一つ。ひとつの子音に対し、通常ひとつの音素文字をもち、原則として母音を明示しない文字である。代表的なアブジャドには、アラビア文字がある。
アブジャドは、子音のみを基本的な書記素で表し、母音はそうしないという点で、アルファベットと異なる。アブジャドはまた、母音の音を音韻論的に暗示し、表記体系にはニクダーやハラカのような母音マークがあるものの、必ず書かなければならないというわけではないという点で、アブギダとも異なる。アブギダでは、母音をダイアクリティカルマーク、字のわずかな変形、独立した書記素などによって必ず付加する。特別な記号を使って随伴母音を脱落させることで、子音だけを明示できるアブギダもある。音節文字では、書記素で完全な音節を表示する。
アブジャドおよびアブギダという用語は、ピーター・T・ダニエルズの創案によるものである。

## 語源
「アブジャド」という名称は、アラビア文字にかつて用いられたアブジャド順の最初の4文字からとられている。具体的には ا (ʾ)と ب(b) と ج(j) と د(d) であり、続けて読む時には習慣として間に母音を入れて「アブジャド」と言う。なお、アラビア文字のことをアラビア語では حروف أبجدية （フルーフ・アブジャディーヤ）と言う。

## 起源
フェニキア文字は、広く使用されるようになった最初のアブジャドである。同じころ普及していた楔形文字やエジプトヒエログリフなどの文字体系とは異なり、フェニキア文字には20あまりの記号しかない。そのため庶民が文字を学びやすくなり、この文字体系はフェニキアの海洋貿易商人によって次第にひろまった。フェニキア文字のあとには、いくつもの新たな文字体系が取って代わった。アラム文字は広く使用されたアブジャドである。中東では、アラム文字から発展したヘブライ文字やナバテア文字は、アラム文字と似た形の字母を多く保持している。シリア文字はアラム文字の筆記形であった。アラビア文字はアラム系文字に間接的に影響を受けていることがわかっているが、親の文字体系に仮定されるナバテア文字とシリア文字が、どの程度影響を与えたのかについては議論がある。
フェニキア文字はギリシアで母音を表記するアルファベットに変化した。ギリシア文字から、現代西洋のアルファベットが発展した。ラテン文字やキリル文字などである。いっぽうアラム文字は中東を経てインドにまで達し、ブラーフミー文字となった。これは現代のインドと東南アジアのほとんどの文字体系の祖となるアブギダである。

## 意義
セム語族では3個の子音からなる語根が非常に多く、貫通接辞や接頭辞・接尾辞を加えることにより様々な語彙や動詞の活用形などが生じる、しかも同じ子音の言葉なら意味にも関連性があるため、造語法上で非常に効率的である。アラビア語の例を挙げてみると：
- كتب（K-T-B）語根：كتب（KaTaB、書く）、كتاب（KiTāB、本）、مكتب（maKTaB、机）、كاتب（KāTiB、作家）
- كسر（K-S-R）語根：كسر（KaSaR、壊す）、كسر（KaSSaR、粉砕する）、مكسور（maKSūR、壊される）、انكسر（inKaSaR、壊れる）

## 純粋でないアブジャド

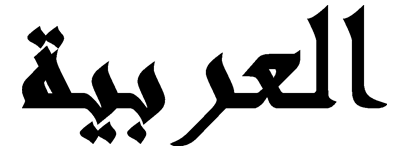
アラビア文字の例。純粋でないアブジャド。

「純粋でない」アブジャド（アラビア文字やヘブライ文字など）には、母音字としても使われる文字（準母音）がいくつかあったり、必須でない母音ダイアクリティカルマークがあったり、両方ともあったりする。たとえばヘブライ文字では ה(h)、ו(w)、י(y) が母音字としても使われる。
アラビア文字、ヘブライ文字、アラム文字、アヴェスター文字など、現代のアブジャドの大半は純粋でないアブジャドである。純粋なアブジャドの例としては、古代のフェニキア文字がある。

### 母音の追加
ギリシア人は紀元前9世紀に、フェニキア人のアブジャドを採り入れて自らの言語を表記するのに使うようになった。だがギリシア語の場合、母音を表記しない方法ではあまりに多くの多義語ができてしまうため、アブジャドは加工されることとなった。ギリシア語に喉子音を表すアレフ、ヘー、ヘット、アインは必要なかったので、こういった記号に母音の音価を与えることにした。わたり音を表すワウとヨッドも使った。こうして、世界初の「完全な」アルファベットであるギリシア文字が生まれた。
アブギダはやや異なった道筋をたどって発達した。基本的な子音の字形は"a"のような随伴母音が伴っているとみなされ、鈎や短い線を基本字のあちこちに付けることで母音を変化させた。こうして、紀元前3世紀頃、アラム文字からブラーフミー文字が発達した。同様にして、南アラビア文字は紀元前5世紀から紀元5世紀の間にゲエズ文字に変化した。

## 数との関連づけ
アブジャドの各文字には、ギリシアのイオニア式記数法以来、数が割り当てられており、10進法が生まれる以前は、日常的に使われる記数法のひとつであった。この関連付けは数秘術にも使用される。
以下は、数価が400以下のヘブライ数字とアラビア文字記数法の対照表である。
| 数価 | 翻字  | ヘブライ文字 | ヘブライ文字 | アラビア文字 | アラビア文字 | 数価 | 翻字  | ヘブライ文字 | ヘブライ文字 | アラビア文字 | アラビア文字 | 数価 | 翻字  | ヘブライ文字 | ヘブライ文字 | アラビア文字 | アラビア文字 |
| 数価 | 翻字  | 文字         | 読み         | 文字         | 読み         | 数価 | 翻字  | 文字         | 読み         | 文字         | 読み         | 数価 | 翻字  | 文字         | 読み         | 文字         | 読み         |
| ---- | ----- | ------------ | ------------ | ------------ | ------------ | ---- | ----- | ------------ | ------------ | ------------ | ------------ | ---- | ----- | ------------ | ------------ | ------------ | ------------ |
| 1    | ʾ     | א            | Alef         | ا            | Alef         | 10   | Y     | י            | Yod          | ي            | Yeh          | 100  | Q     | ק            | Qof          | ق            | Qaf          |
| 2    | B     | ב            | Bet          | ب            | Beh          | 20   | K     | כ            | Kaf          | ك            | Kaf          | 200  | R     | ר            | Resh         | ر            | Reh          |
| 3    | G / Ǧ | ג            | Gimel        | ج            | Jeem         | 30   | L     | ל            | Lamed        | ل            | Lam          | 300  | S̀ / Š | ש            | Shin         | ش            | Sheen        |
| 4    | D     | ד            | Dalet        | د            | Dal          | 40   | M     | מ            | Mem          | م            | Meem         | 400  | T     | ת            | Tav          | ت            | Teh          |
| 5    | H     | ה            | He           | ه            | Heh          | 50   | N     | נ            | Nun          | ن            | Noon         |      |       |              |              |              |              |
| 6    | W     | ו            | Vav          | و            | Waw          | 60   | S     | ס            | Samekh       | س            | Seen         |      |       |              |              |              |              |
| 7    | Z     | ז            | Zayin        | ز            | Zain         | 70   | ʿ     | ע            | Ayin         | ع            | Ain          |      |       |              |              |              |              |
| 8    | Ḥ     | ח            | Het          | ح            | Hah          | 80   | P / F | פ            | Pe           | ف            | Feh          |      |       |              |              |              |              |
| 9    | Ṭ     | ט            | Tet          | ط            | Tah          | 90   | Ṣ     | צ            | Tsadi        | ص            | Sad          |      |       |              |              |              |              |

## アブジャドに似た考えかた
セム系以外の言語でも、英語など多くの言語では、母音を外した記述ができ、しかもその記述をさほどの困難もなく読めてしまう。例えば左記の文を英語で記述すると
Many non-Semitic languages such as English can be written without vowels and read with little difficulty
となり、母音を外すと
Mn nn-Smtc lnggs sch s nglsh cn b wrttn wtht vwls nd rd wth lttl dffclty
となる。これでも内容の判断は可能である。またBlvd. (= Boulevard) やbldg. (= building) などのアブジャド的な略語もある。
不穏当な表現を「半自主規制」するのにこの表記法が使われることがあり、この手法は (en:disemvoweling) として知られる。
1337 表記には、母音を落とす用法がある。短い語に多い。

## 他の文字体系
- アブギダ
- アルファベット
- 音節文字
- 表語文字